# Артеріальний тиск
Артеріальний тиск — кров'яний тиск, який заміряється на артеріях і визначає силу тиску крові на стінках артерій під час систоли та діастоли серцевого м'яза.
Завжди вимірюється два значення: систолічний (верхній) і діастолічний (нижній).
У медицині вимірювання АТ (абревіатура) використовують як один із початкових параметрів діагностики стану пацієнта.
Визначають за допомогою сфігмоманометра (тонометр), говорять про верхній та нижній АТ відповідно.
Одиниці вимірювання АТ — мм рт.ст (міліметри ртутного стовпчика), наприклад — 120/80 мм рт.ст.
Відповідно до стандартів ВООЗ нормальними показниками АТ вважають: 139/89 мм рт.ст. — нормальний високий, 120/80 мм рт.ст — оптимальний.
Проте, натрапляємо в літературі старих стандартів, норма для верхнього АТ (систолічного) вважалась 110—140 мм рт.ст., для нижнього (діастолічного) — 69—89 мм рт.ст.
Указані величини є узагальненими, оскільки АТ може змінюватись залежно від статі, віку, фізичної активності, періоду доби, захворювань, фізіологічних особливостей організму тощо.

## Фізіологія
Тиск крові визначається об'ємом крові, який серце перекачує за одиницю часу, і опором судинного русла. Оскільки кров рухається під впливом градієнта тиску в судинах, який створюється серцем, найбільший тиск крові буде на виході крові з серця (у лівому шлуночку), дещо менший тиск буде в артеріях, ще нижче в капілярах, а найнижче у венах і на вході серця (у правому передсерді). Тиск на виході з серця, в аорті й у магістральних артеріях відрізняється незначно (на 5—10 мм рт. ст.), оскільки завдяки великому діаметру цих судин їхній гідродинамічний опір невеликий. Так само незначно відрізняється тиск у магістральних венах і в правому передсерді. Найбільше падіння тиску крові відбувається в дрібних судинах: артеріолах, капілярах і венулах. Кров'яний тиск змінюється циклічно відповідно до серцевого циклу: у момент скорочення серця і викиду крові з нього (систола) артеріальний тиск максимальний (тиск систоли), у момент розслаблення серця (діастола) тиск мінімальний (тиск діастоли). У міру просування крові по судинному руслу амплітуда коливань тиску крові спадає, венозний і капілярний тиск мало залежать від фази серцевого циклу.
Трохи менший тиск у спокійному стані, а трохи більший у період збудження.
Типове значення артеріального кров'яного тиску здорової людини (систолічний/діастолічний = 120/80 мм рт. ст.), тиск у магістральних венах нижчий (нижче за атмосферний тиск), так званий венозний тиск.

## Вимірювання
Артеріальний тиск рутинно вимірюють за допомогою сфігмоманометра (тонометра). Окрім того існує методика прямого вимірювання артеріального тиску, під час катетеризації артерії.
Існує два основних методи вимірювання артеріального тиску, на основі яких реалізовані неінвазивні тонометри:
- Метод Короткова (механічний) — метод базується на повному перетисканні манжетою плечової артерії і прослуховування тонів (які згодом дістали назву тони Короткова), що виникають при випусканні повітря з манжети, доки кровопотік через артерію знов не стане вільним.
- Осцилометричний метод (електронний) — вимірювання артеріального тиску проводиться електронним приладом, який фіксує осциляції тиску повітря, за допомогою датчика тиску.

## Регулювання тиску
Артеріальний тиск залежить від багатьох факторів: часу доби, психологічного стану людини (при стресі тиск підвищується), прийому різних стимулюючих речовин (кава, чай, амфетаміни підвищують тиск) або медикаментів, захворювань (нирок, серця та ендокринної системи) та ін. Стійке підвищення артеріального тиску вище 140/90 мм рт. ст. (артеріальна гіпертензія) або стійке пониження артеріального тиску нижче 90/50 (артеріальна гіпотензія) можуть бути симптомами різних захворювань (у простому випадку гіпертонії і гіпотонії відповідно).